# James King (basket-ball)
Pour les articles homonymes, voir James King et King.
James H. « Jim » King, né le 9 février 1943 à La Nouvelle-Orléans, en Louisiane, est un ancien joueur américain de basket-ball. Il évolue au poste d'ailier fort.

## Palmarès
- Champion olympique 1968